# Struktura organizacyjna Świadków Jehowy
Struktura organizacyjna Świadków Jehowy – organizacja Świadków Jehowy zarządzana jest w sposób określany przez nich jako teokratyczny. W społeczności Świadków Jehowy nie występuje podział na duchownych i laików – wszyscy są duchowymi braćmi i siostrami, ponieważ tworzą zjednoczoną, międzynarodową rodzinę duchową. Uważają, że trzeba należeć do zorganizowanej religii, która musi wpływać na codzienne życie człowieka. Praktykowanie religii nie jest dla nich tylko jednym z elementów życia, ale drogą życiową, to znaczy, że zasadom wiary podporządkowane mają być wszystkie sprawy nie tylko związane z oddawaniem czci Bogu, ale też z życiem codziennym. Celem funkcjonowania Biur Oddziałów, obwodów, zborów i grup służby jest to, aby wszędzie mogła być głoszona dobra nowina o Królestwie Bożym.

## Ciało Kierownicze
Ciało Kierownicze to niewielka grupa starszych, czyli nadzorców Świadków Jehowy, sprawujących nadzór (nad zborami, obwodami, krajami); nauczających w kwestiach religijnych, w oparciu o Biblię. „Chociaż Ciało Kierownicze koordynuje międzynarodowe działania Świadków Jehowy, to jego członkowie całkowicie uznają, że rolę przywódcy sprawuje Jezus Chrystus”.
Członkowie Ciała Kierowniczego należą do „klasy pomazańców” (uważanych przez współwyznawców za „namaszczonych duchem świętym”). Liczba uważających się za pomazańców, którzy obecnie żyją na świecie wynosi przeszło 22 tysięcy. Ciało Kierownicze utożsamiane jest z „niewolnikiem wiernym i roztropnym” (określenie z Mt 24:45, według PNŚ). Ów „niewolnik” to: „niewielka grupa braci namaszczonych Duchem Świętym, która usługuje w Biurze Głównym podczas obecności Chrystusa i ma bezpośredni udział w przygotowywaniu i rozdzielaniu pokarmu duchowego”. Głównym jego zadaniem jest dostarczanie pokarmu duchowego i przewodzenie dziełu głoszenia.

## Strażnica – Towarzystwo Biblijne i Traktatowe
Strażnica – Towarzystwo Biblijne i Traktatowe to korporacje prawne reprezentujące przed władzami świeckimi Chrześcijański Zbór Świadków Jehowy. Korporacje: „Pensylwańskie Towarzystwo Biblijne i Traktatowe – Strażnica”, „Zarejestrowane Nowojorskie Towarzystwo Biblijne i Traktatowe – Strażnica”. W celu spełnienia wymogów prawnych Świadkowie Jehowy tworzyli w różnych krajach podobne korporacje, traktowane jako filie Towarzystwa Strażnica.

## Biura Oddziałów Świadków Jehowy
Biura Oddziałów, inaczej domy Betel, to lokalne ośrodki koordynujące działalność Świadków Jehowy w jednym lub kilku krajach (regionie). Komitet Oddziału składa się z przynajmniej trzech nadzorców powołanych przez Ciało Kierownicze, a jeden z członków tego komitetu jest jego koordynatorem (rotacja tej funkcji następuje co roku, zgodnie z porządkiem alfabetycznym nazwisk). Dla nich przygotowano specjalne szkolenie: Kurs dla Członków Komitetów Oddziałów i ich Żon. W Biurze Oddziału pracują dobrowolnie ochrzczeni członkowie organizacji Świadków Jehowy jako wolontariusze przez zadeklarowany czas. Wykonują oni prace administracyjne, biurowe i porządkowe potrzebne do działalności wyznania oraz funkcjonowania samego domu Betel. Ośrodki te (Biuro Oddziału Świadków Jehowy w Polsce, które nadzoruje działalność Świadków Jehowy w Polsce, mieści się w Nadarzynie pod Warszawą) są dostępne dla osób postronnych – można je zwiedzać nieodpłatnie.
W roku 2009 Towarzystwo Strażnica posiadało Biura Oddziału w 118 krajach. W 2012 roku zmniejszono liczbę oddziałów na świecie, poprzez połączenie niektórych z nich. Na całym świecie w roku 2024 działały 84 Biura Oddziałów, w których pracowało przeszło 21,6 tysiąca wolontariuszy. Osoby, które zgłaszają się do służby w Betel (mogą to być małżeństwa), zobowiązują się do przestrzegania obowiązującego regulaminu, nie mogą posiadać dzieci w okresie tego wolontariatu i muszą mieć dobrą opinię, należą do Ogólnoświatowej Wspólnoty Specjalnych Sług Pełnoczasowych Świadków Jehowy. Wiele Biur Oddziałów posiada własne drukarnie publikacji Świadków Jehowy oraz działy ich tłumaczeń. W krajach, gdzie nie ma Biur Oddziałów (ze względu na małą liczbę członków lub działalność zakazaną przez władze państwowe) tworzy się „Komitet Kraju”, czasami również „Biuro Krajowe” funkcjonujące pod nadzorem któregoś z Biur Oddziału w innym kraju.
Przedstawiciel Biura Głównego Świadków Jehowy (dawniejsza nazwa: nadzorca strefy) – wytypowany przez Ciało Kierownicze nadzorca co rok odwiedza Biuro Oddziału i biura tłumaczeń na nadzorowanym przez nie obszarze, spotyka się tam z misjonarzami terenowymi Biblijnej Szkoły Strażnicy – Gilead lub Kursu dla Ewangelizatorów Królestwa, udzielając im zachęt, przedstawia też okolicznościowe przemówienie, które jest transmitowane do Sal Królestwa i Sal Zgromadzeń.
Od roku 1947 do końca sierpnia 2014 funkcjonował podział Oddziałów na okręgi. Około 10 obwodów tworzyło jeden okręg. Okręgi różniły się wielkością w zależności od warunków geograficznych i względów językowych. Ich liczba była zależna od liczby zborów na terenie nadzorowanym przez Biuro Oddziału.

## Obwód
Obwód to znajdująca się na określonym obszarze grupa około 20 zborów Świadków Jehowy. Obwody różnią się wielkością w zależności od warunków geograficznych i względów językowych, jak też od liczby zborów na terenie przydzielonych Biuru Oddziału. Zbory w Polsce zostały przydzielone do 68 obwodów polskojęzycznych (na terenie Polski istnieje też obwód polskiego migowego, obwód angielskojęzyczny, obwód rosyjskojęzyczny i obwód ukraińskojęzyczny). Pozostałe zbory i grupy innojęzyczne należą do obwodów, które swym zasięgiem obejmują najczęściej także zbory w Europie (2023). Zasięg i liczba obwodów nie jest stała i może ulegać zmianom zarówno terytorialnym, jak i ilościowym. Nadzorca obwodu, czyli starszy zamianowany przez Ciało Kierownicze Świadków Jehowy, składa co półroczne wizyty w zborach składających się na obwód. Podczas takiej wizyty (w wyjątkowych sytuacjach w formie wideokonferencji) taki starszy (jeżeli ma żonę, to wraz z nią), poświęca czas na osobiste rozmowy z członkami zboru (na zebraniach, w czasie służby kaznodziejskiej, w trakcie posiłków). W czasie wizyty, ten pełnoczasowy kaznodzieja wygłasza okolicznościowe przemówienia na zebraniach, spotyka się również z miejscowymi pionierami, starszymi zboru i sługami pomocniczymi. Odpowiada również za zgromadzenia obwodowe. Co tydzień odwiedza inny zbór w danym obwodzie, najczęściej po 3 latach przydzielany jest mu jest inny obwód. Nadzorcy obwodu odbywają specjalne miesięczne szkolenie: Kurs dla Nadzorców Obwodu i Ich Żon. W trakcie wizyty w danym zborze nadzorca obwodu, po omówieniu zaleceń z miejscowym gronem starszych oraz poznaniu kandydatów do zamianowania mianuje on starszych i sług pomocniczych w danym zborze.

## Zbór
Mianem zboru określa się zorganizowaną grupę Świadków Jehowy, która regularnie spotyka się by wspólnie wielbić Boga. W zborze powołuje się grono starszych, które jest odpowiedzialne za realizację urozmaiconego programu opartego na pouczeniach z Biblii oraz duchowego przewodnictwa zarówno dla zboru jako grupy, jak i dla jego pojedynczych członków. Mające do pomocy sług pomocniczych. Każdy zbór ma za zadanie dotrzeć z działalnością ewangelizacyjną do osób na określonym obszarze. Istnieją również zbory innojęzyczne na danym terenie (np. języka migowego), które swym zasięgiem pokrywają teren kilku ogólnych zborów, na których prowadzą działalność obcojęzyczną w swoim języku. W 2024 roku na świecie działało ogółem 118 767 zborów w 240 krajach – w Polsce – 1268. Zbór składa się z około 50–150 głosicieli i najczęściej we własnej Sali Królestwa (obecność czy to w formie osobistego udziału, czy w formie wirtualnej jest bezpłatna i nie organizuje się żadnych zbiórek pieniędzy) przeprowadza dwa zebrania religijne: zebranie w weekend (wykład publiczny i studium Strażnicy) oraz zebranie w tygodniu – (trzyczęściowy program Chrześcijańskie życie i służba), a dla głosicieli również zbiórki do służby polowej. Wszystkie zebrania mają charakter otwarty. W zborze obchodzone jest jedyne święto, które obchodzą Świadkowie Jehowy – doroczna Pamiątka śmierci Jezusa Chrystusa, na którą w 2024 roku na całym świecie przybyły 21 119 442 osoby (w Polsce – 181 252).

## Grupa służby kaznodziejskiej
Grupa służby kaznodziejskiej to na ogół od 10 do 15 głosicieli w ramach zboru, którą opiekuje się starszy zboru tzw. nadzorca grupy służby kaznodziejskiej, ewentualnie sługa pomocniczy tzw. sługa grupy służby kaznodziejskiej. W grupie organizuje się zbiórki do służby polowej. Nadzorca grupy dokonuje też wizyt pasterskich u członków grupy – wraz z innym starszym lub sługą pomocniczym (w wyjątkowych sytuacjach w formie wideokonferencji). Gdy zachodzi taka potrzeba w ramach zboru może powstać (pilotażowa lub stała) grupa innojęzyczna lub tzw. grupa na oddaleniu (na obszarach słabo zaludnionych, daleko od macierzystego zboru). W zależności od liczebności głosicieli w zborze może być kilka grup służby kaznodziejskiej. Do obowiązków nadzorcy grupy należy: 1) interesowanie się kondycją duchową każdej osoby w grupie, 2) pomaganie wszystkim, by regularnie, aktywnie i z radością brali udział w służbie, oraz 3) wspieranie i szkolenie sług pomocniczych w grupie, żeby zdobywali dalsze kwalifikacje i ubiegali się o kolejne zadania w zborze.

## Starszy zboru
W zborach starszym zboru, zwanym również nadzorcą zboru jest ochrzczony doświadczony mężczyzna sprawujący nadzór nad zborem. Biblijne kryteria doboru: 1Tm 3:1–7 oraz Tyt 1:5-9. Dodatkowe: Jk 3:13, 17, 18. W organizacji Świadków Jehowy funkcja starszego zboru odpowiada biblijnej funkcji prezbitera (gr. πρεσβυτερος, presbyteros). Nie ma ograniczeń co do liczebności starszych (nadzorców) w jednym zborze. Starszy jest zalecany przez miejscowe grono starszych zboru, spośród sług pomocniczych usługujących w zborze. Zamianowania dokonuje nadzorca obwodu. Starszy nie wyróżnia się spośród innych członków zboru, ani ubiorem ani tytułami. Nie otrzymuje żadnych gratyfikacji za sprawowanie tej funkcji. W zborze starszym (nadzorcom) przydzielane są funkcje: koordynator grona starszych, sekretarz zboru, nadzorca służby (starsi ci tworzą miejscowy zborowy komitet służby) oraz inne funkcje. Starsi zboru między innymi udzielają zachęt i osobiście interesują się wszystkimi w zborze. Każdego tygodnia sumiennie przewodzą w zebraniach zborowych (niektóre punkty programu przydzielane są również sługom pomocniczym) (Rz 12:8). Chronią zbór przed szkodliwymi wpływami (Iz 32:2; Tyt 1:9-11). Poza tym przewodzą w działalności kaznodziejskiej zboru (Hbr 13:15-17) oraz udzielają pokrzepienia, rad i zachęt duchowych pozostałym członkom zboru. Starszy, który przestałby spełniać kryteria, traci funkcję. W Polsce w 2021 roku usługiwało 9153 starszych zboru.

## Sługa pomocniczy
Sługa pomocniczy w zborach to osoba wspierająca nadzorców (starszych zboru) w obowiązkach głównie niezwiązanych z nauczaniem. Kryteria doboru: Biblia, 1Tm 3:8–10, 12, 13. Nie ma ograniczeń co do liczebności sług pomocniczych w jednym zborze. Sługa pomocniczy jest zalecany przez miejscowe grono starszych zboru, spośród ochrzczonych mężczyzn w zborze. Zamianowania dokonuje nadzorca obwodu. Słudzy pomocniczy zajmują się m.in.: prowadzeniem rozdziału czasopism i innych publikacji, rozdziałem i kartotekami terenów do służby kaznodziejskiej, zapiskami finansowymi zboru, koordynowaniem obsługi nagłośnienia na Sali Królestwa i pracami związanymi z porządkiem i czystością na niej. Niektórzy z nich wygłaszają wykłady publiczne na zebraniach, niektóre punkty programu na zebraniu w tygodniu: Chrześcijańskie życie i służba. Mogą też przewodniczyć na zebraniu i prowadzić zbiórki do służby polowej. Sługa pomocniczy, który dobrze spełnia swe obowiązki i nabył kwalifikacji do usługiwania, może z czasem zostać starszym zboru. Sługa pomocniczy za swe usługiwanie nie pobiera żadnej gratyfikacji, ani też nie odróżnia się ubiorem od innych członków zboru. Gdyby przestał spełniać kryteria doboru, traci funkcję sługi pomocniczego.

## Misjonarz terenowy
Misjonarz terenowy to od kwietnia 2015 roku absolwent Kursu dla Ewangelizatorów Królestwa. Najpierw pełni służbę jako tymczasowy pionier specjalny, a miejscowy Komitet Oddziału co roku analizuje jego działalność kaznodziejską. Jeżeli ma potencjał, jest zalecany jako kandydat na misjonarza terenowego. Nowo zamianowany misjonarz terenowy otrzymuje przydział terenu działalności na 3 lata. Po tym czasie jeśli chce dalej kontynuować służbę, Komitet Służby Biura Oddziału rozpatruje taką prośbę. Przed rokiem 2015 misjonarzem zostawał absolwent Biblijnej Szkoły Strażnicy – Gilead, który po 5-miesięcznym kursie w tej szkole zwykle otrzymywał zagraniczny przydział do działalności misyjnej. Do września 2024 roku szkołę ukończyło około 9 tysięcy studentów w 156 klasach. Misjonarze terenowi deklarują się poświęcać 100 godzin miesięcznie na działalność kaznodziejską, często też organizują nowe zbory. W 2021 roku na całym świecie działało 3090 misjonarzy terenowych. Zostali przydzielani do zborów, w których są potrzeby związane z głoszeniem. Dodatkowo 1001 misjonarzy terenowych usługiwało w charakterze nadzorców obwodów i ich żon.

## Pionier
Pionier to ochrzczony głosiciel Świadków Jehowy, który podejmuje wysiłki, aby na działalność ewangelizacyjną przeznaczyć określoną liczbę godzin w miesiącu lub roku. Pionier pomocniczy poświęca miesięcznie 30 godzin na tę działalność, pionier stały dobrowolnie deklaruje się poświęcać rocznie minimum 600 godzin (przeciętnie 50 godzin w miesiącu), a zamianowany pionier specjalny – 100 godzin miesięcznie.

## Głosiciel
Głosiciel to kaznodzieja Świadków Jehowy, ochrzczony lub nieochrzczony członek zboru, który nieodpłatnie i dobrowolnie głosi dobrą nowinę o Królestwie Bożym. Głosiciel musi spełniać określone wymagania dotyczące zagadnień religijnych (organizacyjnych), biblijnych (doktrynalnych) i moralnych. Każdy głosiciel może mieć przydzielony teren do służby, na którym powinien dotrzeć do wszystkich jego mieszkańców. Przydzielony teren może po jakimś czasie wymienić. Głosiciel wyruszając do służby (przeważnie razem z drugim głosicielem), rozpowszechnia nieodpłatnie publikacje oraz Biblię, zaprasza na zebrania do miejscowej Sali Królestwa, na wykłady podczas kongresu albo na uroczystość Wieczerzy Pańskiej (Pamiątkę) lub proponuje bezpłatny kurs biblijny. Dobrowolnie składa comiesięczne sprawozdanie ze służby kaznodziejskiej (potwierdza tylko, że w danym miesiącu brał udział w jakiejkolwiek dziedzinie służby oraz ewentualnie podaje ilość prowadzonych z osobami zainteresowanymi tzw. bezpłatnych kursów biblijnych). Nie ma limitu na czas przeznaczony na służbę w danym miesiącu. Ochrzczeni głosiciele mogą zadeklarować, iż w danym miesiącu lub w dłuższym okresie, przeznaczą więcej czasu na głoszenie (działalność kaznodziejską). Wtedy mogą zostać pionierami.